# Синдром Ганзера
Синдром Ганзера (тюремный психоз, синдром мимоговорения) — чрезвычайно редкое диссоциативное расстройство, представляющее собой вариант истерического сумеречного помрачения сознания. Синдром впервые описан немецким психиатром Зигбертом Йозефом Ганзером (24 января 1853 — 4 января 1931), на основе наблюдения за тюремными заключёнными, поэтому этот синдром также называют тюремным психозом. В качестве основных симптомов он выделил нарушение сознания и нарушение коммуникации в форме приблизительных ответов. На вопросы по типу «сколько ног у кошки?», больные отвечают: «примерно 4». В последующем многие психиатры описывали подобные нарушения у солдат, находящихся в стрессовых условиях.
В МКБ-10 синдром Ганзера (F44.80) представлен в разделе «диссоциативные (конверсионные) расстройства» (F44).

## Симптомы
Основные симптомы:
- «Ответы мимо». Больной делает ошибки в ответах на элементарные вопросы, не может назвать предметы обихода, неправильно называет свой возраст, количество дней в неделе, количество пальцев, делает ошибки в назывании цветов (листва — синяя, облака — чёрные, кровь — зелёная)[4].
- Выполнение действий наоборот. Например, больной чиркает по коробку обратной стороной спички, читает газету вверх ногами, вставляет ключ обратным концом, если попросить больного открыть окно, то он закрывает его[4].
- Сужение сознания. Больные дезориентированы, безразличны к происходящему вокруг[1]. Наблюдается понижение порога чувствительности к информации, связанной с травмирующим событием[4].
- Пуэрилизм[4].
- Частичная или полная амнезия после выхода из состояния[1].

Больные не могут решить простейшие арифметические действия, но их ответы близки к правильным (например, 2+2=5, 6×6=37). Однако наряду с этим встречается правильное выполнение более сложных действий.
Могут возникать иллюзии, галлюцинации и бредоподобные фантазии, связанные с психотравмирующей ситуацией. Им могут сопутствовать беспокойство, паника, депрессивное состояние, ступор или двигательное возбуждение.

## Причины
Синдром Ганзера является реакцией на стресс, но его этиология остаётся под вопросом. В исследовании тюремных заключённых Estes and New (Эстес и Нью) пришли к выводу, что избегание невыносимой ситуации, такой как заключение в тюрьму, вызывает основные симптомы синдрома Ганзера, в результате попадания в стрессовую ситуацию, которая часто предшествует расстройству.
Крепелин и Бумке считали, что синдром носит истерический характер, так как амнезия при выходе из состояния чаще всего возникает на травмирующее эмоциональное событие, что характерно для истерии.
Согласно Майер-Гроссу и Блейлеру, синдром Ганзера наблюдается в основном у эпилептических или шизофренических больных.
Согласно F.A. Whitlock (Уитлок), синдром Ганзера — истерическое расстройство. Но также F.A. Whitlock указывает на ряд случаев, когда синдром Ганзера наблюдался у людей с органическими заболеваниями головного мозга или в результате острого психоза у физически здоровых людей. В исследовании Sigal (Сигал) также отмечается, что у семи из пятнадцати обследованных пациентов с синдромом Ганзера имеется органическая патология. Существование пациентов с синдромом Ганзера и органической патологией мозга, у которых не было каких-либо преморбидных истерических черт и не было очевидной вторичной выгоды, и пациентов без органической патологии, но с истерическими чертами делает синдром Ганзера достаточно спорным с точки зрения его этиологии и нозологии.
В исследовании неврологической основы синдрома Ганзера описан случай пациента, у которого синдром развился после инсульта и инфарктов. Было обнаружено, что общим в ситуации стресса и инсульта является избыток глутамата в головном мозге, который имеет связь с диссоциативными симптомами.

## Диагностика
В DSM-III синдром Ганзера входил в категорию симулятивных расстройств. Но в настоящее время в МКБ-10 и DSM-IV синдром Ганзера входит в категорию диссоциативных расстройств. Основным критерием диагноза являются приблизительные ответы и ответы «мимо».
Для определения синдрома рекомендуется полное неврологическое и психическое обследования, а также проведение тестов, оценивающих симуляцию. Также рекомендуется проведение томографического исследования, для исключения органической патологии, ЭЭГ для исключения делирия или судорожного расстройства, люмбальной пункции для исключения инфекций.
Диагностика синдрома Ганзера является сложной задачей из-за его редкости и вариабельности симптомов.

## Лечение
В большинстве случаев симптомы синдрома Ганзера исчезают через несколько дней или после того, как стрессовая ситуация будет разрушена. Госпитализация необходима, если больной представляет опасность для себя и окружающих.
В острых случаях больным может быть назначена медикаментозная терапия. Для купирования симптомов эффективно сочетание нейролептиков и транквилизаторов бензодиазепинового ряда. Также возможно назначение антидепрессантов из группы СИОЗС. Больным также рекомендована психотерапия.